# Медицинска нега транссексуалних особа
Медицинска нега транссексуалних особа и поред настојања законодавства многих земаља и даље није део конвенционалног медицинског образовања а никада кроз досадашњу историју није била део конвенционалне медицине.
Ако се узму у обзир бројна нерешена питања транссексуалаца у друштву, чини се да би био потребан још снажнији курикулум везан за транссексуалне особе, како би се поред недостатака знања избегао и негативни став сваког лекара о трансексуалној оријентацији. 

## Значај
Иамјући у виду да највећи број транссексуалних мушкараца и жена одлучују да остваре трајну социјалну улогу као припадници пола са којим се идентификују, и да се много транссексуалних људи такође одлучује за различите врсте медицинских модификација сопствених тела, све више са намеће потреба да се још на студијама лекари обуче из ове области. Тим више што се ове модификације сматрају терапијама промене пола и често укључују хормоне и пластичне операције. Како цео процес промене нечије физичке и социјалне појаве пола — транзиција — обично траје неколико година, то захтева обимну медицинску негу транссексуалних особа.

## Став медицине
Стандардна, тестирана и прихваћена ефикасна пракса од стране медицинске заједнице у целини је лечење транссексуалаца признала као део стандарде здравствене заштите. Корисно је пратити логику овог стандарда, која се заснива на следеећем. Транссексуалца медицина обично дијагностикује као „Поремећај родног идентитета” која има своју шифру у списку болести (F64.0 ICD-10). На основу овог званичног става медицине, у једном делу света прихваћено је психолошко, психијатријско и медицинско лечење за ову дијагнозу, на основу одговарајућих стандарда за дијагнозу, лечење и негу. Ови стандарди указују на то да транссексуалци треба да добију адекватан и ефикасан третман за поремећај родног идентитета, укључујући саветодавне, медицинске и хируршке методе. Примјењујући ове стандарде, већина практичара је закључила да су третмани трансексуалаца заиста медицински потребни, али само ако се спроводе по признатим стандардима за медицински третман транссексуалаца.

## Трошкови лечења транссексуалаца
Просечни трошкови мушко-женских операције транссексуалаца у Америци крећу се око 17.000 долара. Додавањем трошкова од око 1.000 долара за терапију, 1.500 долара за хормоне и 500 долара за посете лекару и лабораторијске тестове, укупан трошак износи око 20.000 долара током двогодишњег периода  „транзиције”.
Након завршетка операције, текући трошкови драматично падају и покривају само ниво одржавања хормона. 
Ако ови поступци нису покривени осигурањем, транссексуалац мора лично да их платити. Већина хирурга захтијева плаћање унапред. Људи морају годинама уштеде новац како би завршили своју „транзицију”. Они са нижим платним пословима често никад не могу приуштити операцију.

## Епидемиологија
Иако је транссексуалност веома ретка, јер према ДСМ-4, њена учестаслост е на нивоу 1 : 30.000, медицинска струка мора имати адекватан одос према овим особама. Међутим епидемиолошка истраживања указују на бројне проблеме.
Здравствене и социјалне неједнакости које срећемо у свакодневном животу, код појединачних социјалних категорија, у које спадају и транссексуалне особе, укорењене су у везама које су дефинисане; расом, класом, старошћу, инвалидитетом, религијом, полом, родним идентитетом али и многим недовољно истраженим специфичним везама унутар једне хомогене групе. У медицинској, али и другој литератури, постоји велики број веродостојних доказа, о неоправданом консензусу међу професионалним медицинским организацијама, које праве разлике у здравственој заштити транссексуалаца као пацијента, али и у њиховим породицама, што захтева хитно решавање овог проблема у свим земљама света.
Стање на глобалном нивоу
Здравље је јавно добро и припада свима па и мањинским групама. Здравље је само по себи приоритетни циљ јер представља основни ресурс (инпут) економског развоја сваког друштва. Зато су дискриминаторски закони и амандмани (не тако ретки и у многим другим срединама широм света) несхватљиви јер су озбиљно угрозили доношења одлука о јавном здрављу и здравственој заштити, правима посета болницама, приступу здравственом осигурање и правној заштити из области здравствен и социјалне заштите транссексуалних особа у односу на хетеросексуалне..
Проблеми у здравственом образовању
Да медицинска нега трансексуалних особа није део конвенционалног медицинског образовања потврдила је, упркос својим ограничењима, и једна од најсвеобухватнија студија до сада, која се бавила проучавањем знања међу студентима медицине у Канади о здравственом систему и начину збрињавања транссексуалних особа, која је идентификовала празнину у образовању о транссексуалном здрављу у канадским медицинским школама.
Иако су студенти медицине, у начелу, заинтересовани за здравље транссексуалца, они нису адекватно припремљени у медицинским школама да се осећају пријатно, и да адекватно поуздано и без предрасуда брину о трансродним особама.
Овакво стање у здравственом образовању лекара у многим земаљама света утиче више фактора:
- избор тема које су обухваћене у наставном програну,
- начин на који је наставни материјал уведен,
- начин на који се материјал испитује,
- да студенти долазе у медицинску школу без осећаја да су спремни да брину о трансродној заједници,
- да претходно медицинско образовање не чини будуће лекаре довољно спремним за лечење транссексуалаца.[9][10]

## Перспективе
С обзиром да трансродне заједнице представљају знатан дио становништва развијеног света, студенати медицине ће вероватно наићи на трансродне особе у њиховој будућој каријери, без обзира на специјалност којом ће се бавити. Стога, делотворна обука о трансродној медицини не би требало да буде ограничена на одређени посебни програм или опционалну радионицу. Уместо тога, темељни увод у здравствено стање транссексуалаца требало би да буде интегрисан у наставне програме медицинске школе, и све будуће лекаре треба упознати са овом материјом. То би помогло да се сви студенти укључе у активан рад како би медицинска заједница у будућности боље одговорила на потребе трансродних особа.
У том смислу будуће студије медицине треба да процене степен дефицита и на строжи начин иузуче ову област, а потом предложе и ефикасније мере интервенције намењене решавању дефицитарног знања у овој области.